# Medetera archboldi
Medetera archboldi är en tvåvingeart som beskrevs av Robinson 1975. Medetera archboldi ingår i släktet Medetera och familjen styltflugor.
Artens utbredningsområde är Dominica. Inga underarter finns listade i Catalogue of Life.